# Años 1700
Los años 1700 fueron una década que comenzó el 1 de enero de 1700 y finalizó el 31 de diciembre de 1709.
Murió el rey Carlos II de España sin herederos, lo que supuso el fin de la casa de Austria en España. En su testamento, el rey había designado sucesor a Felipe de Anjou, nieto del rey Luis XIV de Francia, quien accedió al trono español con el nombre de Felipe V. Comenzaba así la casa de Borbón en España.
Ante el peligro de una posible unión de España y Francia y la consiguiente ruptura del equilibrio continental, las principales potencias europeas apoyaron como sucesor al archiduque Carlos de Austria, segundo hijo del emperador del Sacro Imperio Romano Germánico . El fin de la Casa de Austria.
Es la época de la Ilustración en España.             

## Acontecimientos
- 1700 - Muere el último rey de la dinastía de los Austrias (Carlos II de España) y comienza la guerra de sucesión española.
- 1712 - Clemente XI sucede a Inocencio XII como papa.
- 1714 - Cae Barcelona en dominio de Felipe V de Borbón y dando lugar posteriormente a la Guerra de Sucesión.
- 1717 - Decretos de Nueva Planta para Aragón y Valencia. También se da en esta época la guerra de sucesión española: La lucha tuvo un doble carácter.

## Personas destacadas
- Rafael de Casanova